# Zodarion raddei
Zodarion raddei är en spindelart som beskrevs av Simon 1889. Zodarion raddei ingår i släktet Zodarion och familjen Zodariidae. Inga underarter finns listade i Catalogue of Life.